# Jacob Druckman
Jacob Druckman (Filadèlfia, 26 de juny de 1928 - 24 de maig de 1996) fou un compositor estatunidenc. De jove va tocar el violí i el piano. Va estudiar a la Juilliard School amb Bernard Wagenaar, Vincent Persichetti i Peter Mennin, i amb Aaron Copland a Tanglewood. Va estudiar a París els anys 1954 i 1955. Es va dedicar a l'exploració del so i del color, tant instrumental com electrònic. Va destacar pels seus dissenys formals, enginyosos i convincents. Les seves obres orquestrals inclouen encàrrecs de la Filharmònica de Nova York, la Simfònica de Chicago, la Simfònica de Baltimore i Ràdio França. Va ser compositor resident de la Filharmònica de Nova York entre 1982 i 1985. Fa ser professor a Juilliard, el Bard College, Tanglewood i la Universitat Yale. Amb Windows, una obra de 1972 per a orquestra, va obtenir el Premi Pulitzer. Alguns dels artistes que han gravat obres seves són David Zinman, Wolfgang Sawallisch, Zubin Mehta, Leonard Slatkin, Dawn Upshaw, Jan DeGaetani i l'American Brass Quintet.

## Algunes obres
- Lamia (1974-75) per a soprano i orquestra
- Prism (1989) per a orquestra
- Come Round (1992) per a conjunt de cambra
- Counterpoise (1994) per a soprano i orquestra o conjunt de cambra[1]